# Carcelia sonans
Carcelia sonans là một loài ruồi trong họ Tachinidae.